# إرنست بلان
إرنست بلان (بالفرنسية: Ernest Blanc)‏ هو مغني ومغني أوبرا فرنسي، ولد في 1 نوفمبر 1923 في Sanary-sur-Mer ‏ في فرنسا، وتوفي في 22 ديسمبر 2010 في Entre-deux-Mers ‏ في فرنسا.

## وصلات خارجية
- إرنست بلان على موقع ميوزك برينز (الإنجليزية)
- إرنست بلان على موقع ديسكوغز (الإنجليزية)